# Батарейная система накопления энергии

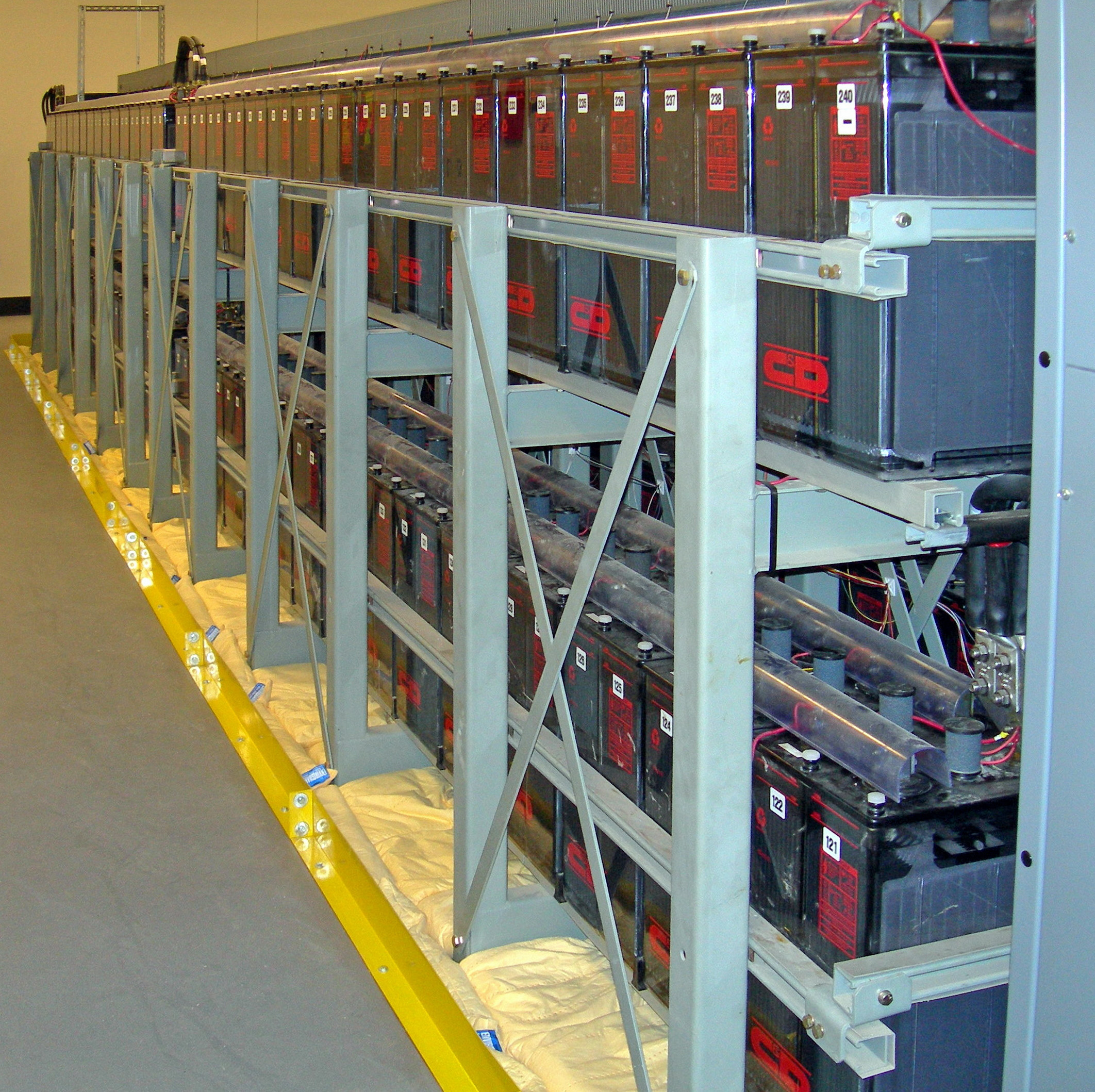
Аккумуляторные батареи резервного питания дата-центра

Батарейная система накопления энергии (СНЭБ, battery energy storage system, BESS) — система накопления электрической энергии (СНЭЭ) с подсистемой накопления энергии на основе аккумуляторных батарей.
Примерам бытовых СНЭБ является Tesla Powerwall, а промышленного СНЭЭ — Tesla Megapack.
СНЭБ могут использоваться как источники бесперебойного питания (ИБП), но не наоборот